# 이원재 (1988년)
이원재(李元財, 1988년 12월 1일 ~ )는 전 KBO 리그 두산 베어스의 투수이다.
2024 현재 청원고등학교 투수코치이다.
키가 192지만 프로필에는 188로 줄였다. 실제로는 키가 정말 크다.

## 두산 베어스시절
2007년에 입단하였다. 2008년 5선발로 내정됐으나 2009년 전지 훈련에서 팔꿈치 부상으로 조기 귀국하였고 그 후 재활에만 3년을 보냈다. 2012년에 복귀해 가능성을 내비치는 듯 했으나 3이닝 4실점으로 불안정했다. 결국 2012년 시즌 후 공익근무요원으로 입대했다.
복귀 후에도 1군에서 뚜렷한 활약이 없었으며, 결국 2018년 11월 27일에 방출되었다.

## 출신 학교
- 청원초등학교
- 중앙중학교
- 중앙고등학교

## 통산 기록
| 연도 | 팀명  | 평균자책점 | 경기 | 완투 | 완봉 | 승 | 패 | 세 | 홀 | 승률  | 타자 | 이닝 | 피안타 | 피홈런 | 볼넷 | 사구 | 삼진 | 실점 | 자책점 |
| ---- | ----- | ---------- | ---- | ---- | ---- | -- | -- | -- | -- | ----- | ---- | ---- | ------ | ------ | ---- | ---- | ---- | ---- | ------ |
| 2007 | 두산  | 13.50      | 1    | 0    | 0    | 0  | 0  | 0  | 0  | 0.000 | 12   | 2    | 6      | 0      | 0    | 0    | 3    | 3    | 3      |
| 2008 | 두산  | 6.94       | 18   | 0    | 0    | 1  | 4  | 0  | 0  | 0.200 | 223  | 48   | 57     | 2      | 24   | 4    | 23   | 38   | 37     |
| 2010 | 두산  | 27.00      | 1    | 0    | 0    | 0  | 0  | 0  | 0  | 0.000 | 7    | 1    | 4      | 2      | 1    | 0    | 1    | 3    | 3      |
| 2012 | 두산  | 12.00      | 4    | 0    | 0    | 0  | 0  | 0  | 0  | 0.000 | 16   | 3    | 4      | 0      | 3    | 0    | 2    | 4    | 4      |
| 2015 | 두산  | 12.66      | 12   | 0    | 0    | 1  | 0  | 0  | 0  | 1.000 | 63   | 10.2 | 21     | 2      | 12   | 1    | 5    | 15   | 15     |
| 통산 | 5시즌 | 8.63       | 36   | 0    | 0    | 2  | 4  | 0  | 0  | 0.333 | 321  | 64.2 | 92     | 6      | 40   | 5    | 34   | 63   | 62     |